# ОШ „Ђура Јакшић” Равни
ОШ „Ђура Јакшић” Равни, насељеном месту на територији града Ужица, основана је 1899. године.

## Историја школе
О отварању школе и подизању школске зграде, први пут се говорило на једном народном збору 1887. године, али је школи одобрен рад тек 1899. године, у кући Недељка Ђоковића која је била преуређена за ту сврху, са првим учитељем Глигоријем Јовановићем Мамуровцем. Кад је школа отворена школској општини припадала су села Равни, Скржути, Никојевићи, Дрежник и Рожанство. Нова школска зграда, на месту где се и сада налази Равањска школа, била је завршена пред јесен 1909. године. Са почетком Првог светског рата школа престаје са радом и поново се отвара у пролеће 1919. године и ради све до почетка Другог светског рата. На школу су 30. септембра 1923. постављене две спомен плоче посвећене палима у ратовима 1912-18, са 296 имена ратника из Равни, Никојевића и Скржути. Након ослобођења, школа наставља са радом и 1. септембра 1950. године прераста из четворогодишње у осмогодишњу школску установу. Од 1957. године, школа у Равнима носи име „Манојла Смиљанића”, студента родом из Равни, партизанског борца и комесара партизанске фабрике оружја и муниције из Ужица, који је погинуо заједно са радницима-пушкарима приликом експлозије у трезорима у Ужицу 22. новембра 1941. године. Такође, исте те године Основне школе у Никојевићима и Вранама, које су до тад биле самосталне, припојене су школи у Равнима.
Године 1979. школа у Равнима добила је нову, модерну школску зграду, у којој се и данас налази. Школа у Равнима данас носи име Ђуре Јакшића и наставу у њој похађају ученици распоређени у 14 одељења, као и деца у два одељења предшколског. У саставу школе раде издвојена одељења у Дрежнику и Никојевићима.

## Школска зграда
Првобитна школска зграда из 1909. године, била је једноставна приземна грађевина, налик осталим шлоским зградама које су подизане и у другим селима, са учионицама, ђачком кухињом и станома за учитеља. Фасада је била окречена у бело, а зграда покривена црепом.
Данашња школска зграда саграђена је 1979. године. У питању је и по данашњим мерилима, модерна двоспратна грађевина, са пространим улазним холом око кога су распоређене просторије у приземљу и из кога степениште води на спрат. Учионице и кабинети су пространи, функционални и светли. Школа има и фискултурну салу, асфалтиран спортски терен, школску кухињу и ђачку задругу. Школа располаже компјутерском опремом и осталим пратећим садржајима неопходним за савремено одржавање наставе.